# 農楽
農楽（のうがく）は朝鮮半島に古くから伝わる伝統芸能である。文字どおり、農民・農村の音楽を意味し、踊りを伴う（農楽舞ともいう）。農民たちが豊作を祈願したり、豊作を祝ったり、時には仕事の疲れを癒すために朝鮮全土で発展してきた。

## 名称
元々は、地域によって様々な呼称をつけていた。直訳すると「風流遊び」になるプンムルノリ、プンムルクッ（풍물굿）がよく知られており、単にプンムルとも言う。
日本統治時代に、伝統音楽のうち宮廷音楽を指す「雅楽」（大韓民国成立後は「国楽」と呼ばれる）と区別し、「農楽」と総称されるようになった。韓国では近年、本来の呼び名であるプンムルとかメグという言い方も使用するようになった。

## 概要

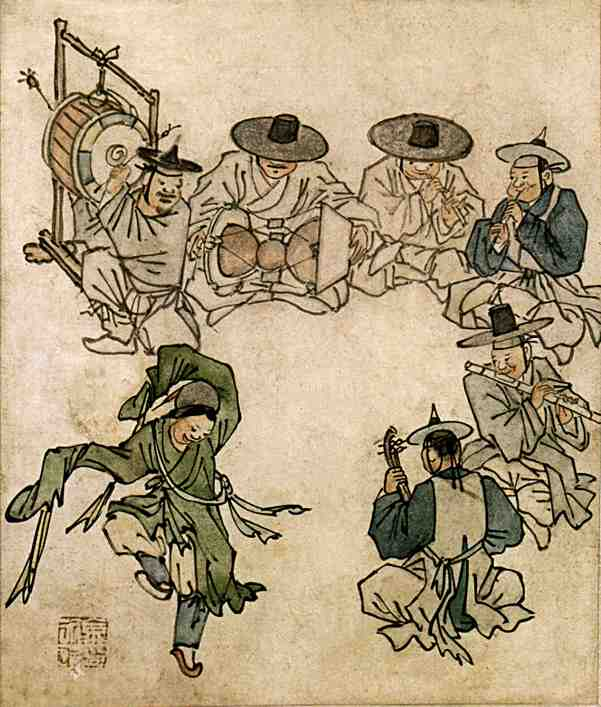
金弘道が描いた男寺党。後方の男性が打つ太鼓がプク、その右がチャンゴ。さらに右側の男性2人は篳篥に似た笛「ピリ」を演奏し、その前の男性は大型の横笛「テグム」を鳴らす。躍る少年の右の男性は、弦楽器「奚琴」を演奏する。

農楽が普及したのは李氏朝鮮時代である。農村において、春には豊作を祈願する祭りとして、夏には収穫期にその農作業を癒すために、また秋には収穫を祝うお祭りの中で、農業の営みとともに伝えられてきた。
現在においても農楽は、各地方の農村部に受け継がれている。また都市部においても、鮮やかな衣装を纏った農楽隊や音楽は祭りやイベントには欠かせないものとして愛され続けている。

### 使用される楽器
農楽に使われる主な楽器には以下のものがある。
- チン(징, 鉦)：真鍮で作られた大きな銅鑼。全体の音を包み込む役割をする。
- ケンガリ(꽹과리)：真鍮で作られたチンより小さい薄い銅鑼。全体のリーダー的な存在。
- チャンゴ(장고, 杖鼓)：チャング（장구）ともいう。砂時計型打楽器で、木をくり貫いた筒の両面に動物の皮を張った太鼓。形状は日本の鼓（つづみ）とほぼ同じ。
- プク(북)：木をくり貫き、両面に馬や牛の皮を張った太鼓。
- ソゴ(소고, 小鼓)：小鼓。小さな太鼓で手に持って踊りながら叩く。
- テピョンソ(태평소, 太平簫)：日本のチャルメラに良く似た管楽器。オーボエと同じくダブルリード型の木管楽器。ホジョッ（호적）やナルラリ（날라리）とも呼称される。

このうち、チン・ケンガリ・チャンゴ・プクを用い、韓国全土の農楽のリズムを編集し舞台芸術用に体系化したのが、1978年に結成されたサムルノリというグループである。

## 発祥

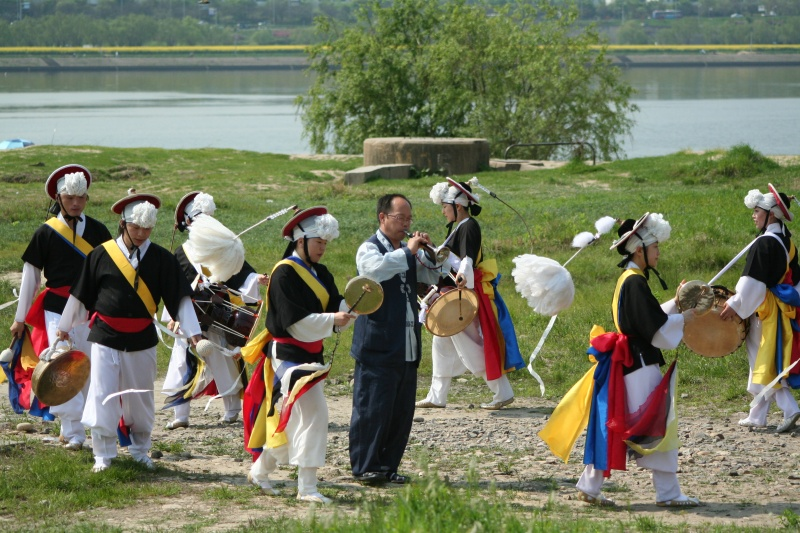
現代の農楽

発祥にはいくつもの説があるが、代表的な説は、戦争説と仏教説である。
戦争説は、戦士の戦闘意識を鼓舞するために、戦の先頭に立って演奏されたと言う説である。農楽で頭に白い紐をつけて回すヨルトゥバル(12歩幅)は、先に刃物をつけて回しながら敵を殺したとも言われており、また、農楽で舞われる五方陣という踊りは、東西南北と中央を渦巻いてはほどく所作があり、陣地に例えたものが根拠であるとされている。
仏教説は、李氏朝鮮時代に儒教を国教と定めたため仏教は迫害され、寺院は山奥に追いやられた。そこで仏僧らは寺を存続させるため、木魚や鉦などで演奏しながら布教活動を行ったというものである。

## 地域ごとの特性
韓国には地方ごとに様々な農楽があるが、京畿道、忠清道、江原道に伝わる「中部農楽」（ウッタリ農楽）、慶尚道に伝わる「嶺南農楽」、全羅道に伝わる「湖南農楽」の3つに大別できる。この3つの農楽は、地域の特性やその地域に住む人間性を表していると言われる。
特に全羅道に伝わる湖南農楽は、山岳地域の「左道農楽」と平地側の「右道農楽」の2つに分けられる。山を越えながら演奏する左道農楽は、同じリズムを繰り返し叩くのに対し、右道農楽は、様々なマスゲームを行い、テンポ良くリズムが変わる。
なお、現在の朝鮮民主主義人民共和国の統治範囲や、中国の延辺朝鮮族自治州でも農楽舞がおこなわれているが、基本的には伝統芸能とは違う、いわゆるプロパガンダ的なものが行われている。